# 草榴社区
草榴社区是一个繁体中文網路色情討論區，建立于2006年11月。社区在2007年4月正式取得固定域名，论坛服务器架设於美国科罗拉多州。目前該论坛具会员数超过20万。
由于涉及成人内容及敏感内容，草榴一直是中国大陸政府的封杀对象，“草榴社区”在中国大陸的维护人员，在2009年4月被法院以传播淫秽物品牟利罪判处有期徒刑3年，缓刑3年，并处罚金5000元。但是“草榴社区”的运行并没有终止，在不断被封杀的同时不断更换地址，并通过各种渠道及时向会员更新。
由于涉及成人内容，为中國大陸“扫黄打非”的封杀对象。

## 历史
社区2006年11月创立时开放注册，任何人均可免费注册。自2007年1月29日后，社区改為实行邀请注册，须输入由現会员用贡献值购买的邀请码方可注冊。2011年6月，其机房发生大火，部分服务器在大火中损毁，部分资源及会员资料丢失，同月6日，社区开放注册两天，两天内注册会员超过13万，並因而再度关闭开放注册。现在草榴社区仍需邀请码才能注册，在很多技术讨论区的帖子中会有老会员以发“福利”的形式发放邀请码，但基本都很快被抢光。
2015年5月17日始，草榴社区因为数据丢失无法正常访问。2015年5月18日，草榴社区出现消息指，称因为大炮攻击可能会导致网站永久关闭。随后官方辟谣称这条消息是谣传，网站仅仅是在整理数据。
2019年7月16日，中国大陆各大新闻媒体报道《草榴社区4名骨干落网》，其实是在草榴社区上活跃的原創圖片分享团体“CL分享团”的4名运营人员被抓。

## 规则宗旨
- 社区宗旨：凡年满18岁人士，在遵守版规前提下，并由版主认可，才可自由发布言论，畅所欲言。
- 社区特色：以“1024”表示支持是草榴社区的特色，因為1G有1024MB，在汉语中1G和一級谐音，就是一級棒的意思。[6]

## 文化影响
雖然是成人论坛，但是社群也经常对社会事件进行讨论。在中国大陆2011年甬台温铁路列车追尾事故发生后，草榴社区网友大批上传事发一日照片，事件还被《澳洲日报》报道。

## 数据泄露
2015年11月7日，有人发现SQL注入漏洞，并且Cloudflare的WAF也无法拦截。漏洞于12月22日被修复并公开。